# Miguel Telles Antunes
Pour les articles homonymes, voir Telles et Antunes.
Miguel Telles Antunes GOIH, né le 11 janvier 1937 à Lisbonne, est un universitaire portugais, spécialisé en paléontologie, archéozoologie et la géologie. Antunes est membre de plusieurs institutions, dont l'Académie des sciences de Lisbonne, la nouvelle université de Lisbonne et le Museu da Lourinhã (en).
Antunes est l'auteur du nom binominal de nombreuses espèces, des dinosaures aux insectes, en raison de sa prééminence dans le domaine de la paléontologie et de l'archéologie, dont le plus remarquable est Lourinhanosaurus antunesi, un dinosaure Theropoda de la fin du Jurassique.

## Biographie
Miguel Carlos Ferreira Telles Antunes est né le 11 janvier 1937 à Lisbonne. 
Antunes est membre de l'Académie des sciences de Lisbonne, la société scientifique la plus éminente du Portugal, Antunes est le directeur du Musée Maynense de l'Académie.
Il est professeur à la nouvelle université de Lisbonne, où il était auparavant président du département des sciences et de la technologie.
Antunes est conservateur et membre du conseil d'administration du Museu da Lourinhã (en).
Le 30 janvier 1965, il épouse Maria Salomé Soares Pais Telles Antunes, secrétaire générale de l'Académie des sciences de Lisbonne et secrétaire de l'Academia das Ciências de Lisboa, la plus haute autorité linguistique du Portugal. Le couple a deux enfants: Helena Luísa Soares Pais Pais Telles Antunes, M. D., chirurgienne cardiothoracique et chercheuse, et Ana Isabel Soares Pais Telles Antunes, éminente pianiste de concert associée à l'Université de New York et à l'Académie de musique Amadores de Lisbonne.

## Espèces nommées d'après lui
De nombreuses espèces, toutes disparues, portent le nom d'Antunes, dont :
- Lourinhanosaurus antunesi, dinosaure Theropoda disparu du Jurassique
- Paragaleus antunesi, requin disparu
- Cytherella antunesi, Ostracode disparu de la famille Cytherellidae (en)
- Diacodexis (en) antunesi, mammifère herbivore éteint de la famille Dichobunidae (en)
- Fluviatilavis antunesi, oiseau disparu de l'ordre des Charadriiformes
- Echinolampus antunesi, Echinodermata disparu
- Gyraulus antunesi, mollusque disparu
- Equus caballus antunesi, sous-espèce disparu de cheval

## Publications
Liste non exhaustive :
- ANTUNES, M.T. (1976) Dinossáurios eocretácicos de Lagosteiros, Ciências da Terra 1:1-35.
- ANTUNES, M.T. (1984). Novas pistas de Dinossáurios no cretácico inferior- Discussão. Comunicações dos Serviços Geológicos de Portugal. 70(1): 123-4.
- ANTUNES, M.T. (1986). Sobre a história da Paleontologia em Portugal. Memórias da Academia de Ciências de Lisboa. II: 773-814.
- ANTUNES, M. T. (1992) - Sobre a História da Paleontologia em Portugal (ca. 1919-1980). História e Desenvolvimento da Ciência em Portugal no séc. XX . Publicações do II Centenário da Academia das Ciências de Lisboa, p. 1003–1026, 18 fig.
- Antunes, M. Telles, (1989). Sobre a História do Ensino da Geologia em Portugal. Comunicações dos Serviços Geológicos de Portugal, 75: 127-160.
- ANTUNES, M.T. (1998). A new Upper Jurassic Paulchoffatiid Multituberculate (Mammalia) from Pai Mogo, Portugal / and a few comments on Walter Georg Kühne. Memórias da Academia de Ciências de Lisboa. 37:125-153.
- ANTUNES, M.T. (1999). Dinossauros e Portugal: Dois casos menos conhecidos. Ciências da Terra 13.
- ANTUNES, M.T. (1999). Veiga Ferreira e a Paleontologia em Portugal. Ciências da Terra (UNL), No. 13:157-167.
- ANTUNES, M. Telles (2000) Paleontologia e Portugal. Colóquio/ Ciência/ Revista de Cultura Científica, 25: 54 - 75, 50 fig. Fundação Calouste Gulbenkian, Lisboa.
- ANTUNES, M.T. (2001) The earliest illustration of Dinosaur footprints. Proceedings of the INHIGEO Meeting, Portugal, 2001. XXX
- ANTUNES, M.T. & SIGOGNEAU-RUSSELL, D. (1991). Nouvelles données sur les Dinosaures du Crétacé supérieur du Portugal. C.R. Acad. Sci. Paris. 313(II): 113-119.
- ANTUNES, M.T. & SIGOGNEAU-RUSSELL, D. (1992). La faune de petits dinosaures du Crétacé terminal portugais. Comunicações dos Serviços Geológicos de Portugal, 78(1): 49-62.
- ANTUNES, M.T. & SIGOGNEAU-RUSSELL, D. (1995). O Cretácico terminal português e o seu contributo para o esclarecimento da extinção dos dinossauros. Memórias da Academia das Ciências de Lisboa. 35: 131-144.
- ANTUNES, M.T. & SIGOGNEAU-RUSSELL, D. (1996). Le Crétacé terminal portugais et son apport au problème de l’extinction des dinosaures. Bulletin du Muséum National d’Histoire Naturelle, 4 ser., 18(4): 595-606.
- MATEUS, O. & ANTUNES, M.A. 2003. A New Dinosaur Tracksite in the Lower Cretaceous of Portugal. Ciências da Terra (UNL), 15: 253-262.
- ANTUNES, M.T. & MATEUS, O. 2003. Dinosaurs of Portugal. C. R. Palevol, 2: 77-95.
- MATEUS, O. & ANTUNES, M.T. 2001. Draconyx loureiroi, a new Camptosauridae (Dinosauria: Ornithopoda) from the Late Jurassic of Lourinhã, Portugal. Annales de Paleontologie, 87(1): 61-73.
- Ricqles, A. DE, Mateus, O., Antunes, M. Telles & Taquet, P. 2001. Histomorphogenesis of embryos of Upper Jurassic Theropods from Lourinhã (Portugal). Comptes rendus de l'Académie des sciences - Série IIa - Sciences de la Terre et des planètes. 332(10): 647-656.
- MATEUS, O., ANTUNES, M.T. & TAQUET, P. 2001. Dinosaur ontogeny: The case of Lourinhanosaurus (Late Jurassic, Portugal). Journal of Vertebrate Paleontology, 21 (Suppl. 3): 78A.
- MATEUS, I., MATEUS, H., ANTUNES, M.T, MATEUS, O., TAQUET, P. RIBEIRO, V. & MANUPPELLA, G. 1997. Upper jurassic theropod dinosaur embryos from Lourinhã (Portugal). Memórias da Academia de Ciências de Lisboa. 37: 101-110.
- MATEUS, I., MATEUS, H., TELLES ANTUNES, M., MATEUS, O., TAQUET, P., RIBEIRO, V. & MANUPPELLA, G. 1997. Couvée, œufs et embryons d'un Dinosaure Théropode du Jurassique de Lourinhã (Portugal). C.R Acad. Sci. Paris, Sciences de la terre et des planètes, 325: 71-78.